# 江口雅也
江口 雅也（えぐち まさや、1983年4月29日 - ）は、福岡県出身のモデル。HEADS所属。

## 略歴
- 2011年春　日本大手メンズモデル事務所「HEADS」に移籍[1]
- 2012年秋　単身でミラノへ渡り「MAJOR MODEL MILAN」に所属[2]
- 2013-2014A/W　シーズンにてミラノコレクションデビュー
- 2013年 2014SSミラノメンズコレクションにて2シーズン連続で「PORTS1961」のモデルに選ばれる

## エピソード
- 三兄弟、三男、上二人と離れて生まれ、身体は大きいがあまり目立つことが好きではなかった。
- 小学生から社会人までバスケットボールに情熱を注ぐ。
- 2008年まで、地元福岡県みやま市瀬高町にて、サラリーマン（コカコーラ・生協）をやっていたが、自分で勝負できるモデルの道に憧れ上京。
- 現実は厳しく、レッスンばかりの日々が続いていたが、海外でショーに出るという目標を達成するため、単身ミラノへ渡る。
- モデル生活の中で次なるステップを目指し、ヨガインストラクターの資格を取得中。[3]
- 2016年7月　ヨガインストラクター資格取得。Dressにてヨガ動画配信、日本各地にてヨガインストラクターとして、講師として活動、また、トークイベントなどにも参加。

## 出演

### 雑誌
- FREE&EASY
- AERA STYLE MAGAZINE
- MILITARY STYLE MAGAZINE
- ALL ABOUT BOOTS
- Fielder
- 2nd
- GetNavi
- BICYCLE STYLE MAGAZINE
- たまごクラブ、ひよこクラブ

### 写真集
- レスリー・キー写真集「Boys and Dreams[B&D]」（2011年）に参加

### スチール
- UNIQULO COOL BIZ 2014
- NIKE GOLF
- DUCATI 2014SS
- オークリー
- KDDI「Smart TV Box」
- CHARMANT MENS MARK2013-2014
- マツダ「ビアンテ」
- UNIQULO「SUPER COOL BIZ」
- XEBIO
- CO-COS
- 花菱縫製
- NAGAILEBEN
- 40ct&525 A/W 2012-2013
- NTT docomo
- フォルクスワーゲン
- Wacoal「CW-X」
- WORLD「40ct&525」
- 三越伊勢丹
- JEEP

### WEB
- Amway

### TV-CF
- ABCマート
- 東京靴流通センター
- RAIZIN
- トップバリュー生めん風袋ラーメン
- サントリー
- 大正製薬リアップ
- Starjewlry

### MILAN COLLECTION
- ports1961 S/S 2014
- ports1961 F/W 2013
- MASSIMO CRIVELLI(presentation)